# Walter Jochems
Walter Joachim Jochems (Brussel, 24 november 1877 - Blaricum, 11 augustus 1947) was een Nederlands renstalhouder en bekwaam in de schietsport. In 1900 deed hij mee aan de Olympische Zomerspelen. Hij woonde op landgoed Duindigt in Wassenaar.
In 1822 kocht Joachim Jochems (1766-1841), de overgrootvader van Walther Joachim Jochems het landgoed Duindigt. Walter Jochems groeide hier op. 

## De renbaan
Op verzoek van de Nederlandsche Harddraverij- en Renvereeniging (NHRV) richtte hij op 19 mei 1906 op zijn landgoed een nieuwe renbaan op ter vervanging van de renbaan op Landgoed Clingendael, die gesloten moest worden vanwege de aanleg van een spoorweg. Deze nieuwe renbaan was wél open voor gewoon publiek. Hij was 1600 meter lang. In het midden was een steeple-chasebaan. Aan de noordkant lag een duin waarop tribunes kwamen.

## De lama's
Rond de eeuwwisseling werd het mode om exotische dieren te hebben. In 1906 kocht Jochems achttien lama's in Peru. De helft overleefde de overtocht. Tijdens de Tweede Wereldoorlog werden bijna alle lama's verspreid en ondergebracht bij boeren. Na de oorlog kwamen ze terug. Hun nazaten staan nog steeds in een weiland aan de Rijksstraatweg (A44).

## Texel
Jochems was ook eigenaar van Robert Peel, een boerderij op Texel. De voormalige eigenaar, Albert Jansz. Koning (1818-1905), had in 1875 de boerderij laten afbreken en in 1898 de boerderij tot stal laten ombouwen en er een nieuw huis naast laten zetten. Jochems liet dit in 1923 afbreken en opnieuw opbouwen. In 1935 woei tijdens een windhoos het dak van het huis en later dat jaar brandde het huis af en werd weer opgebouwd. In 1970 erfde Freddie van Tuyll de boerderij, die hij verpachtte.